# فريتز هاينيمان
فريتز هاينيمان (بالألمانية: Fritz Heinemann)‏ هو فيلسوف وأستاذ جامعي ألماني، ولد في 8 فبراير 1889 في لونبورغ في ألمانيا، وتوفي في 7 يناير 1970 في أكسفورد في المملكة المتحدة.